# Robert Knapp (Historiker)
Robert Carlyle Knapp (* 12. Februar 1946 in Lansing, Michigan, USA; † 17. September 2023 in Oakland, Kalifornien), kurz Robert C. Knapp, war ein US-amerikanischer Althistoriker.

## Leben
Robert Knapp wuchs in Mount Pleasent (Michigan) auf und studierte bis 1968 Geschichte und Spanisch (Bachelor) an der Central Michigan University. Im Jahr 1973 wurde Knapp in Alter Geschichte an der University of Pennsylvania mit der Dissertation The Roman provinces of Iberia to 100 B.C promoviert. Nach einer kurzen Zeit am Colby College und an der University of Utah wechselte er 1974 als Fakultätsmitglied an die University of California, Berkeley, wo er im Verlauf seiner Tätigkeit Professor für Alte Geschichte (Classics) und 2006 emeritiert wurde. Während dieser Zeit wirkte er auch als Leiter des Classics Department sowie des Department of East Asian Languages and Cultures und weiterhin als Dekan des UC Berkeley College of Letters and Science.
Seine Forschungen befassten sich vor allem mit dem römischen Spanien, lateinischer Epigraphik und der römischen Sozialgeschichte. Daneben verfasste er lokalgeschichtliche Beiträge zur Stadt Clare (Michigan).
Er lebte mit seiner Frau Carolyn in Oakland. Dort starb er am 17. September 2023 im Alter von 77 Jahren.

## Veröffentlichungen (Auswahl)
- Aspects of the Roman experience in Iberia. 206–100 B.C.  Univ. de Valladolid Colegio Univ. de Alava, Vitoria 1977, ISBN 84-600-0814-2 (Teilweise zugl.: Dissertation University of Pennsylvania, Philadelphia).
- Roman Córdoba. University of California Press, Berkeley 1983, ISBN 978-0-520-09676-9.
- Latin inscriptions from central Spain. University of California Press, Berkeley 1992, ISBN 0-520-09756-4.
- mit John D. Mac Isaac: Excavations at Nemea III. The coins. University of California Press, Berkeley, London 2005, ISBN 0-520-23169-4.
- Invisible Romans. Harvard University Press, Cambridge, Mass. 2011, ISBN 978-0-674-06199-6.
  - deutsch:  Römer im Schatten der Geschichte. Gladiatoren, Prostituierte, Soldaten: Männer und Frauen im Römischen Reich. Klett-Cotta, Stuttgart 2014, ISBN 978-3-608-94703-8.
- Mystery man. Gangsters, oil, and murder in Michigan. Cliophile Press, Clare, Michigan 2014, ISBN 978-0-9912557-0-2.
- The dawn of Christianity. People and gods in a time of magic and miracles. Harvard University Press, Cambridge, Massachusetts 2017, ISBN 978-0-674-97646-7.
  - deutsch: Pilger, Priester und Propheten. Alltag und Religionen im Römischen Reich. Klett-Cotta, Stuttgart 2018, ISBN 978-3-608-96339-7.
- Small-town citizen minion of the mob. Sam Garfield’s two lives. Cliophile Press, Clare, Michigan 2018, ISBN 0-9912557-1-2.